# Oostvoornse Meer
Het Oostvoornse meer is een diep en helder (brak) water (half zoet/half zout) in de Nederlandse provincie Zuid-Holland. Het is sinds jaren een van de belangrijkste oefenplaatsen voor het sportduiken. De grootte van dit water (270 hectare) bedraagt van oost naar west 2500 meter en van noord naar zuid 400 tot 900 meter De diepte varieert van 20/25 meter tot 30/35 meter waarbij er enkele putten zijn van net iets meer dan 40 meter. Het Oostvoornse meer ligt bij Oostvoorne in het zogenaamde Rijnmondgebied.
Het Oostvoornsemeer is een recreatiegebied aan de rand van een van 's werelds grootste zeehavens. Het ligt onder de rook van de petrochemische industrie. Vroeger lag hier de zandbank 'Maasdroogen' die in de loop van eeuwen een waar scheepskerkhof was. Daarom zal het Oostvoornsemeer waarschijnlijk meer scheepswrakken herbergen dan tot nu toe zijn ontdekt.

## Ontstaan
Het Oostvoornse meer ontstond in 1966 toen in het Brielse Gat een tweede dam werd aangelegd. De eerste dam in het Brielse Gat was in 1950 aangelegd, waardoor de Brielse Maas werd afgesloten van de Noordzee en het Brielse Meer ontstond. Uit het Oostvoornse meer is zand gewonnen om de Maasvlakte op te spuiten. Op de Maasvlakte werd een industriegebied aangelegd met onder andere overslaghavens en een elektriciteitscentrale. De dam tussen de Noordzee en het Oostvoornse meer is een beschermd natuurgebied.
Vanuit het Beerkanaal wordt zout water in het Oostvoornse Meer gepompt, zodat het water zouter wordt, het zicht zal verbeteren en er meer specifieke flora en fauna kan ontstaan.

## Vissen
Het meer is door zijn geïsoleerde positie bepaald vissoortenarm, maar er zijn hier toch de driedoornige stekelbaars, paling, tarbot, dikkopjes, donderpadden, puitaal, uitgezette beekforellen, regenboogforellen en bruine forellen, strandgapers en kokkels en een populatie haring te vinden.

## Duiken
Het Oostvoornse Meer wordt veel gebruikt om te duiken. De meest gebruikte plek van te water gaan is slag Stormvogel. Ook kan er gedoken worden bij de slagen Baardmannetje en Bergeend.
Omdat de Brielse Maas vroeger in de Noordzee uitmondde op de plaats waar nu het Oostvoornse meer ligt, zijn er in het meer veel scheepswrakken.